# Bernières-sur-Seine
Bernières-sur-Seine ist eine Ortschaft und eine ehemalige französische Gemeinde mit 371 Einwohnern (Stand: 1. Januar 2018) im Département Eure in der Region Normandie. Sie gehörte zum Arrondissement Les Andelys und zum Kanton Gaillon.
Mit Wirkung vom 1. Januar 2017 wurden die früheren Gemeinden Venables, Bernières-sur-Seine und Tosny zu einer Commune nouvelle namens Les Trois Lacs zusammengelegt. Die ehemaligen Gemeinden haben in der neuen Gemeinde den Status einer Commune déléguée. Der Verwaltungssitz befindet sich im Ort Venables.
Zum 1. Januar 2021 wurden per Dekret die Communes déléguées Venables, Bernières-sur-Seine und Tosny aufgelöst und die Zusammenlegung wird fortan als einfache Fusion geführt. Der Verwaltungssitz wurde nach Bernières-sur-Seine verlegt.

## Geographie
Bernières-sur-Seine liegt etwa 30 Kilometer südsüdöstlich von Rouen an der Seine.
Die umgebenden Nachbarorte sind La Roquette im Norden, Le Thuit im Nordosten, Tosny im Osten und Süden, Venables im Südwesten sowie Muids im Westen.

## Bevölkerungsentwicklung
| Jahr                       | 1962 | 1968 | 1975 | 1982 | 1990 | 1999 | 2006 | 2013 | 2018 |
| Einwohner                  | 124  | 154  | 159  | 182  | 234  | 246  | 304  | 328  | 371  |
| Quellen: Cassini und INSEE |      |      |      |      |      |      |      |      |      |

## Sehenswürdigkeiten
- Kirche Saint-Denis aus dem 11., Umbauten aus dem 17./18. Jahrhundert

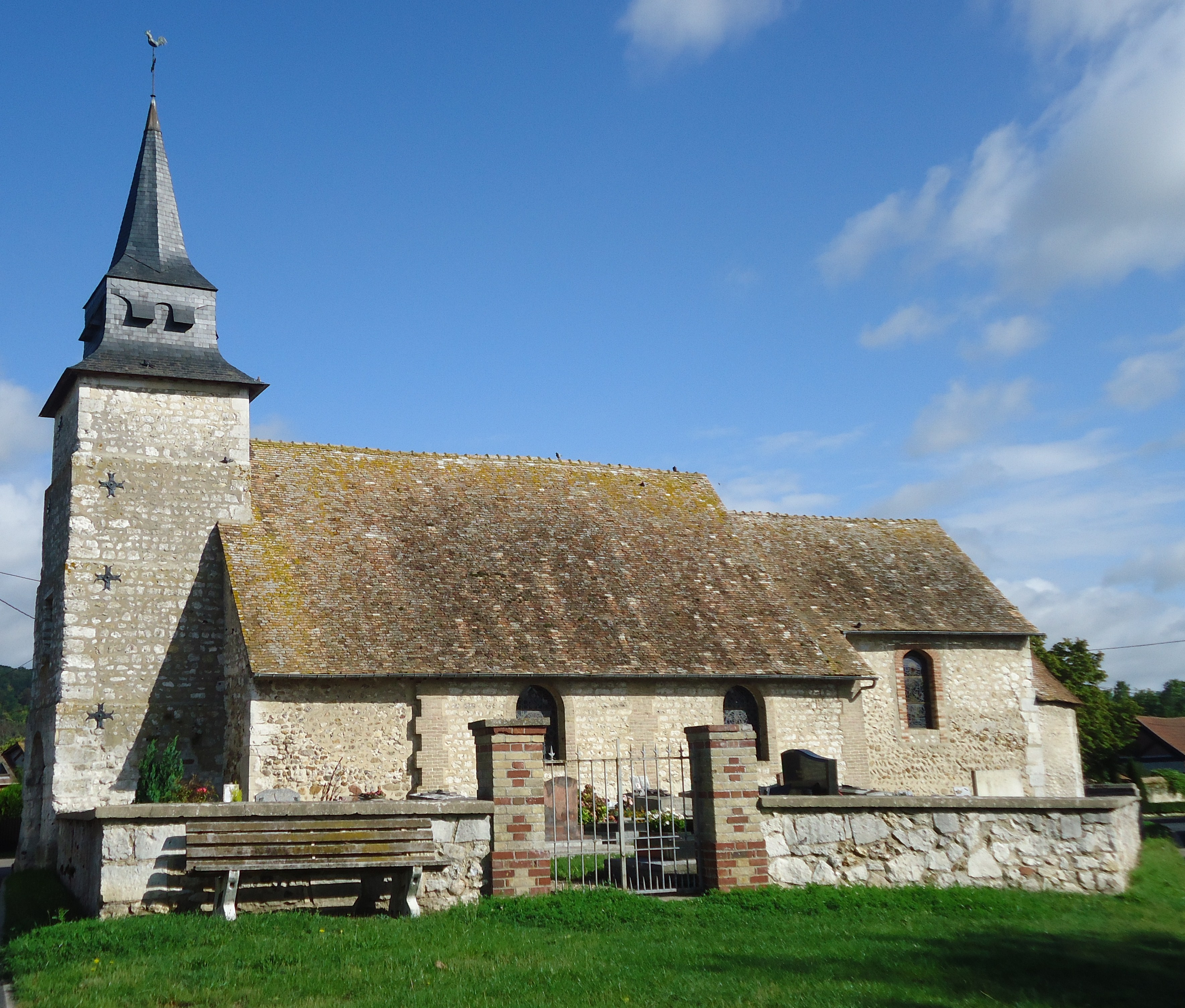
Kirche Saint-Denis